# Лінден (Кайзерслаутерн)
Лінден (нім. Linden) — громада в Німеччині, розташована в землі Рейнланд-Пфальц. Входить до складу району Кайзерслаутерн. Складова частина об'єднання громад Кайзерслаутерн-Зюд.
Площа — 5,10 км2. Населення становить 1090 ос. (станом на 31 грудня 2020).